# Пещерный человек

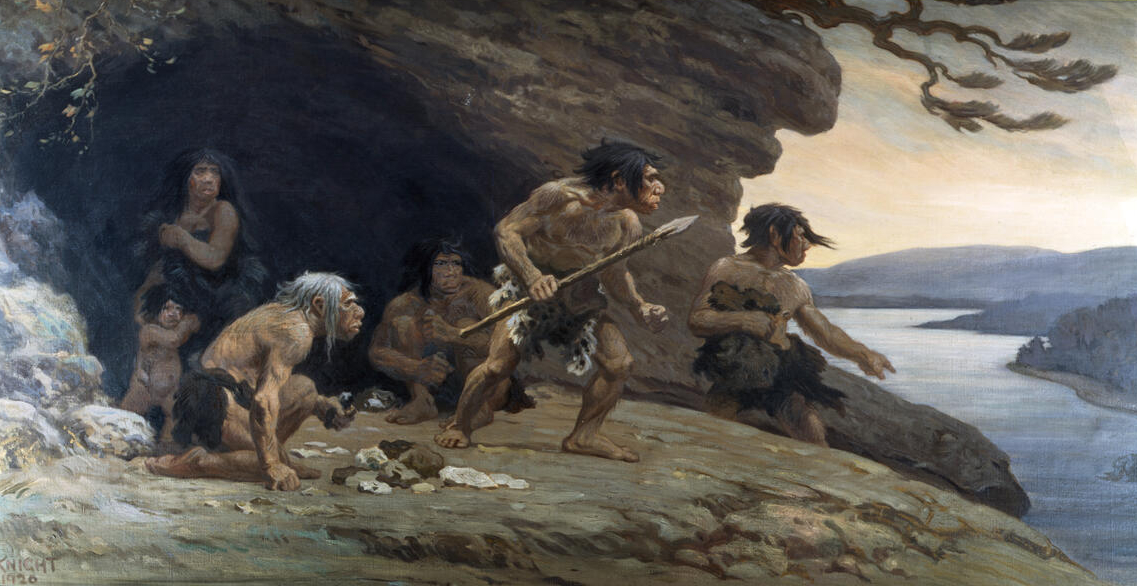
Неандертальцы у пещеры Ле-Мустье (Чарльз Найт, 1920)

Пещерный человек — начиная с античности название диких людей, живших в пещерах. В XIX—XX веках термин особенно относили к людям, жившим во времена последнего ледникового периода, останки которых находили в древнейших отложениях пещер, в слоях, относящихся к эпохе палеолита. В разговорной речи применяется по отношению к бескультурным и невежественным людям.
Считалось, что пещеры были основным местом жительства людей палеолита. В настоящее время признано, что палеолитические охотники-собиратели селились в первую очередь на открытых местах, а пещеры преимущественно использовали как кладовые и в ритуальных целях.

## В популярной культуре
Образ «пещерного человека» получил распространение в массовой культуре, иногда он помещается в эру динозавров, что является художественным вымыслом. Кинематограф и массовая культура повлияли на распространение мифа о сосуществовании людей и динозавров.
- Немой фильм «Грубая сила» 1914 года режиссёра Дэвида Уорка Гриффита. Герои фильма — пещерные люди, замотанные в шкуры и небритые. Пещерный человек показан вместе с динозаврами (первое появление динозавров в кино).
- Мультфильм «The Dinosaur and the Missing Link[англ.]» 1917 года. Гориллоподобное «недостающее звено» гибнет в пасти динозавра, а находчивый пещерный человек выдает его тело за свой трофей, чтобы расположить к себе женщину.
- «Миллион лет до нашей эры» 1940 года режиссера Хэла Роача. Ремейк 1966 года режиссёра Дона Чеффи. Главная женская роль сыграла Ракель Уэлч. Первобытным людям противостоят хищный динозавр и ряд вымышленных доисторических монстров.
- Американский Комедийный мультсериал «Флинтстоуны» (с 1960). Динозавры являются транспортными средствами и домашними питомцами пещерного человека[2].